# Кусярьюрт
Кусярьюрт — урочище в Петровском сельсовете Ишимбайского района Башкортостана (часть относится к Кузяновскому сельсовету), в речной долине, образованной реками Кусярелга → Утъелга → Зиган.
Есть пасека, проложены через урочище дорога местного значения, через речную преграду проходит брод.
Кусярьюрт сочетает три разных вида рельефа: горную лесную местность, реки и безлесную елань (поляна).

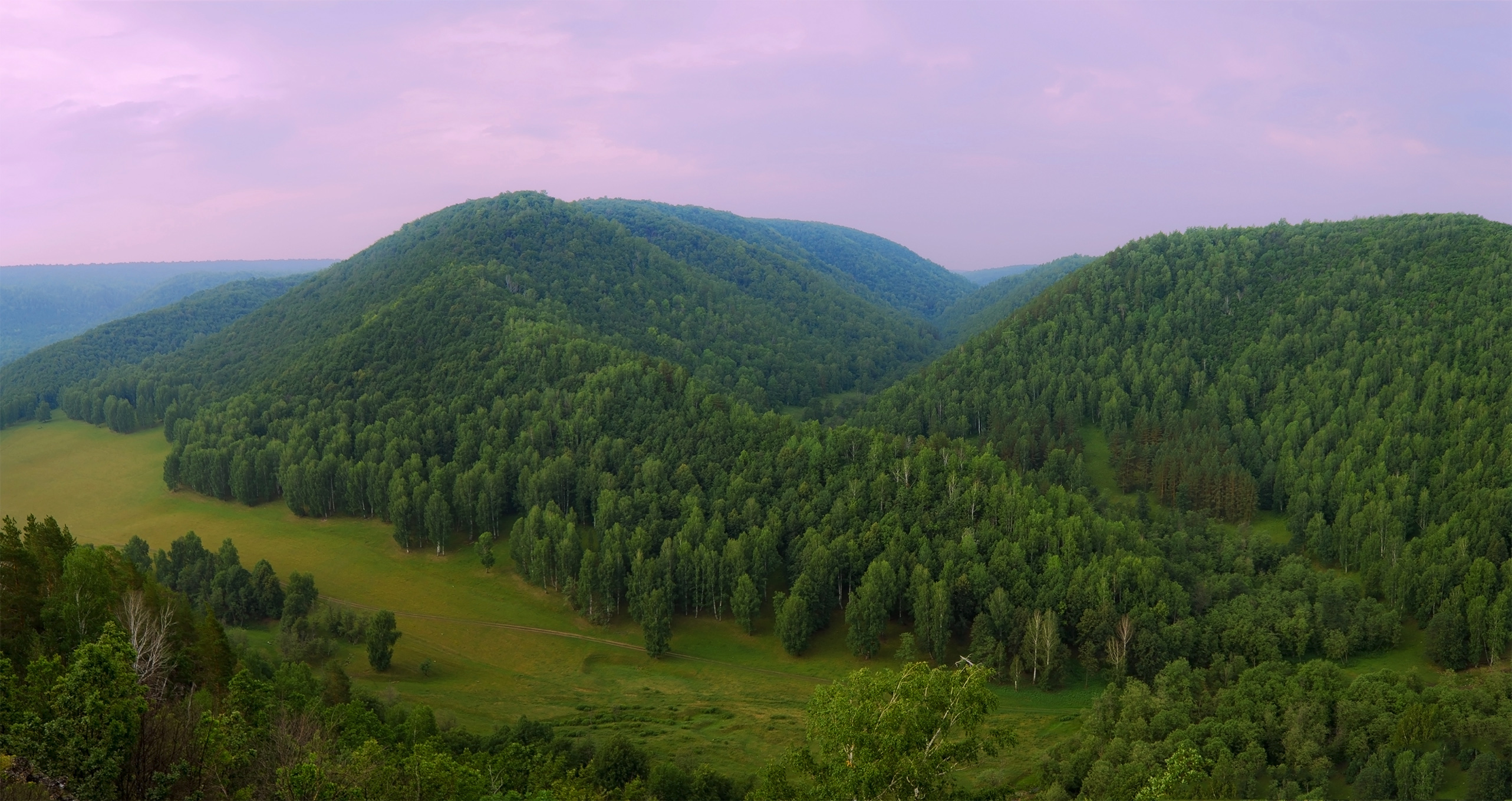
Урочище Кусярьюрт

Местность к западу от реки Кусярелга называется «Ҡарлыбүләк» (русское название — «Корбляк») от слов «ҡарлы» — снежный, так как снег подолгу лежит здесь, не тает до начала лета, «бүләк» — «подарок», но возможно, от древнетюркского слова «болаҡ» — ручей.
Название «Кусярйорт» («йорт» — место жительства, деревня возле реки Кусяр) от названия реки Кусярелга. Кусяр (башк. «күсәр» — «меняющий русло») и «елга» (башк. «йылға» — река).

## Топографическая карта
- Лист карты N-40-90 Макарово. Масштаб: 1 : 100 000. Издание 1979 г.